# Danmarks Tekniske Museum

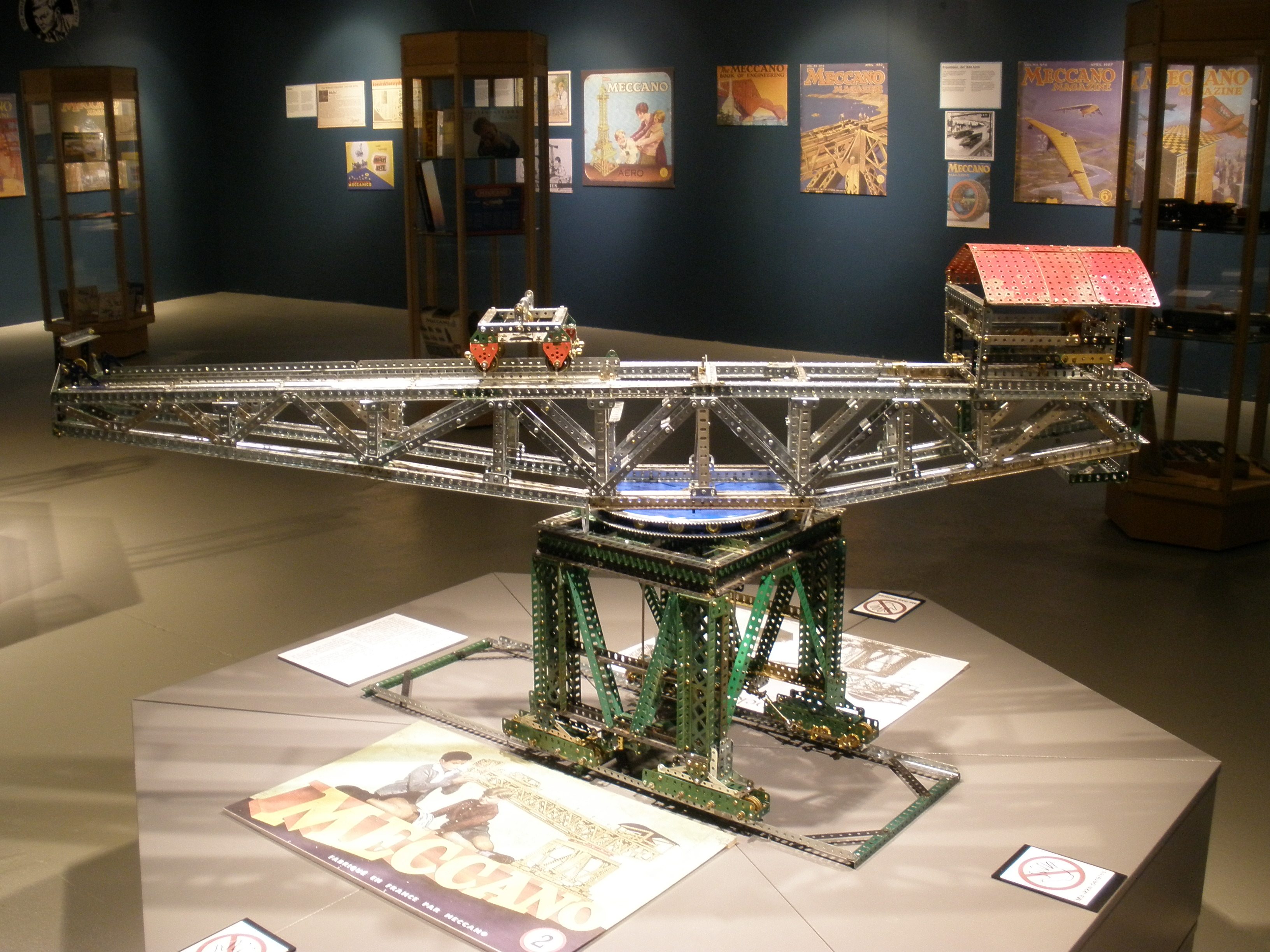
Lyftkran byggd i Meccano utställd på Danmarks Tekniske Museum.

Danmarks Tekniske Museum ligger i Helsingör i Danmark, i stadens sydvästra del, omkring två kilometer från järnvägsstationen, på Fabriksvej, nära Kongevejen. Museet får driftsbidrag av Helsingørs kommun
Danmarks Tekniske Museum stiftades 1911 av Industriforeningen och Håndværkerforeningen i København. Det låg ursprungligen i Köpenhamn, men flyttades omkring 1965 till Helsingör. Sedan 2002 ligger museet på nuvarande plats, som tidigare var Helsingør Værfts gjuteri.
Museet domineras av flyg i två hallar. I hörnet av ena hallen pågår tillverkning av en kopia av en Friedrichshafen F.F. 49C. Det användes i Danmark såväl civilt som militärt under tiden 1919–27. År 1920 användes det vid etablerandet av Det Danske Luftfartsselskab genom att flyga rutten Köpenhamn – Malmö – Warnemünde. Flygplanet byggs enligt originalspecifikationerna och ritningar från riksarkivet. Flygplanet är ett enmotorigt biplan utrustat med pontoner.
Förutom flygplan och andra luftfartyg finns i samlingarna bilar, brandbilar, motorcyklar, olika slags verktyg, elektriska apparater, ångmaskiner och kommunikationsutrustning.
Museet hade 2017 drygt 57.000 besökare.

## Diskussion on flyttning
En diskussion påbörjades 2019 om flyttning av museet till Svanemølleverkets 22.000 kvadratmeter stora lokaler i Köpenhamn, efter det att verket enligt planerna läggs ned 2023.